# Liste de peintures de Jacques de Létin
Cette page dresse la liste des peintures de Jacques de Létin, peintre français du XVIIe siècle.

## Liste
| Image | Titre                                                                            | Technique                       | Date           | Commentaire | Lieu de conservation                                                                | N° de catalogue raisonné (Sainte-Marie, 1976) |
| ----- | -------------------------------------------------------------------------------- | ------------------------------- | -------------- | ----------- | ----------------------------------------------------------------------------------- | --------------------------------------------- |
|       |                                                                                  |                                 |                |             |                                                                                     |                                               |
|       | L'Adoration des bergers                                                          | Huile sur toile 335 x 233 cm    |                |             | Troyes, église Saint-Rémi                                                           | 1                                             |
|       | L'Adoration des mages                                                            | Huile sur toile 326 x 223 cm    |                |             | Provins, hôpital général                                                            | 2                                             |
|       | La Présentation de Jésus au Temple                                               | Huile sur toile 306 x 217 cm    |                |             | Nevers, église Saint-Pierre                                                         | 3                                             |
|       | Saint Louis mourant de la peste à Tunis                                          | Huile sur toile 282 x 356 cm    |                |             | Paris, église Saint-Paul-Saint-Louis                                                | 4                                             |
|       | L'Assomption de la Vierge                                                        | Huile sur toile 340 x 249 cm    |                |             | Troyes, église Saint-Rémi                                                           | 5                                             |
|       | Retable de l'église des Cordelières du Mont-Saint-Sulpice (vingt-deux scènes)    |                                 | 1628           |             | Provins, hôpital général                                                            | 7                                             |
|       | Autoportrait                                                                     | Huile sur toile 65 x 52 cm      |                |             | Troyes, musée des Beaux-Arts                                                        | 8                                             |
|       | La Déposition de croix ou La Déploration du Christ                               | Huile sur toile 137 x 182 cm    |                |             | Troyes, Hôtel-Dieu, en dépôt au musée des Beaux-Arts de Troyes                      | 9                                             |
|       | L'Institution du Rosaire                                                         | Huile sur toile 220 x 198 cm    | vers 1640      |             | Aix-en-Othe, église de l'Assomption                                                 | 11                                            |
|       | Le Christ au jardin des oliviers                                                 | Huile sur toile 198 x 102 cm    |                |             | Troyes, église Saint-Pantaléon                                                      | 12                                            |
|       | Jésus à la piscine probatique                                                    | Huile sur toile 162 x 234 cm    |                |             | Troyes, église Saint-Rémi                                                           | 13                                            |
|       | Saint Augustin terrassant l'Hérésie                                              | Huile sur toile 144 x 301 cm    | vers 1640-1646 |             | Troyes, église Sainte-Madeleine                                                     | 14                                            |
|       | La Vierge à l'Enfant                                                             | Huile sur toile 159 x 116 cm    |                |             | Troyes, église Saint-Rémi                                                           | 15                                            |
|       | La Déposition de croix                                                           | Huile sur toile 176 x 130 cm    |                |             | Troyes, église Saint-Martin-ès-Vignes                                               | 16                                            |
|       | L'Institution du Rosaire                                                         | Huile sur toile 272 x 183 cm    |                |             | Troyes, église Saint-Rémi                                                           | 17                                            |
|       | L'Institution du Rosaire                                                         | Huile sur toile 215 x 175 cm    | 1637           |             | Chavanges, église Saint-Georges                                                     | 18                                            |
|       | L'Institution du Rosaire                                                         | Huile sur toile 268 x 185 cm    |                |             | Les Riceys, église Saint-Jean-Baptiste                                              | 19                                            |
|       | L'Apparition de la Vierge et l'Enfant à saint Robert                             | Huile sur toile 199 x 152 cm    |                |             | Les Loges-Margueron                                                                 | 20                                            |
|       | La Mort de Saphire                                                               | Huile sur toile                 |                |             | Localisation actuelle inconnue, autrefois à La Chapelle-Saint-Luc, église Saint-Luc | 21                                            |
|       | Lycurgue donnant une constitution à Sparte                                       | Huile sur toile 100 x 193 cm    |                |             | Troyes, musée des Beaux-Arts                                                        | 22                                            |
|       | La Présentation de la Vierge au Temple                                           | Huile sur toile 186 x 297 cm    |                |             | Troyes, église Saint-Nizier, en dépôt au musée des Beaux-Arts de Troyes             | 23                                            |
|       | Le Mariage de la Vierge                                                          | Huile sur toile 179 x 145 cm    |                |             | Troyes, église Saint-Rémi                                                           | 24                                            |
|       | La Visitation                                                                    | Huile sur toile 180 x 229 cm    |                |             | Troyes, musée des Beaux-Arts                                                        | 25                                            |
|       | L'Adoration des bergers                                                          | Huile sur toile 180 x 227 cm    | vers 1635-1640 |             | Troyes, musée des Beaux-Arts                                                        | 26                                            |
|       | La Fuite en Égypte                                                               | Huile sur toile 186 x 119 cm    |                |             | Fontvannes, église Saint-Alban                                                      | 27                                            |
|       | La Déposition de croix                                                           | Huile sur toile 188 x 119 cm    |                |             | Troyes, église Saint-Rémi                                                           | 28                                            |
|       | La Mort de la Vierge                                                             | Huile sur toile 184 x 298 cm    |                |             | Troyes, église Saint-Nizier                                                         | 29                                            |
|       | La Vierge et saint Jean                                                          | Huile sur toile 119 x 80 cm     |                |             | Troyes, Association diocésaine                                                      | 30                                            |
|       | L'Adoration des bergers                                                          | Huile sur toile 220 x 150 cm    | vers 1635-1640 |             | Paris, église Notre-Dame-de-Bonne-Nouvelle                                          | 31                                            |
|       | La mort de Virginie                                                              | Huile sur toile 192 x 157 cm    |                |             | Moscou, musée Pouchkine                                                             | 32                                            |
|       | Le Pape saint Clément ordonnant saint Denis en présence de Rustique et Eleuthère | Huile sur toile 196 x 113 cm    |                |             | Corsham, Corsham Court, collection Lord Methuen                                     | 33                                            |
|       | Le Martyre de sainte Ursule                                                      | Huile sur toile 235 x 180 cm    |                |             | Troyes, église Saint-Nizier, en dépôt au musée des Beaux-Arts de Troyes             | 34                                            |
|       | Le Christ au jardin des oliviers                                                 | Huile sur toile 335 x 220 cm    |                |             | Orléans, cathédrale Sainte-Croix                                                    | 35                                            |
|       | La Flagellation                                                                  | Huile sur toile 335 x 220 cm    |                |             | Orléans, cathédrale Sainte-Croix                                                    | 36                                            |
|       | Le Portement de croix                                                            | Huile sur toile 335 x 220 cm    |                |             | Orléans, cathédrale Sainte-Croix                                                    | 37                                            |
|       | La Crucifixion                                                                   | Huile sur toile 335 x 220 cm    |                |             | Orléans, cathédrale Sainte-Croix                                                    | 38                                            |
|       | Saint Nicolas sacré évêque de Myre                                               | Huile sur toile 305 x 195 cm    |                |             | Troyes, église Saint-Nicolas                                                        | 39                                            |
|       | La Mise au tombeau                                                               | Huile sur toile 204 x 155 cm    |                |             | Troyes, musée des Beaux-Arts                                                        | 40                                            |
|       | Jésus chez Marthe et Marie                                                       | Huile sur toile 294 x 241 cm    |                |             | Troyes, église Sainte-Madeleine                                                     | 41                                            |
|       | Saint Claude ressuscitant un enfant                                              | Huile sur toile 189 x 142 cm    |                |             | Troyes, église Saint-Nizier                                                         | 42                                            |
|       | L'Institution de l'Eucharistie                                                   | Huile sur toile 95 x 110 cm     |                |             | Coutances, musée Quesnel-Morinière                                                  | 43                                            |
|       | Moïse au Sinaï                                                                   | Huile sur toile 210 x 235 cm    |                |             | Troyes, musée des Beaux-Arts                                                        | 44                                            |
|       | Le Martyre de sainte Catherine                                                   | Huile sur cuivre 23 x 18,6 cm   |                |             | Troyes, musée des Beaux-Arts                                                        | Non catalogué                                 |
|       | La Géométrie                                                                     | Huile sur toile 116,5 x 80 cm   |                |             | Rennes, musée des Beaux-Arts                                                        | Non catalogué                                 |
|       | La Musique                                                                       | Huile sur toile 116,5 x 80 cm   |                |             | Rennes, musée des Beaux-Arts                                                        | Non catalogué                                 |
|       | L'Astronomie                                                                     | Huile sur toile 117,2 x 80,6 cm |                |             | Bordeaux, musée des Beaux-Arts                                                      | Non catalogué                                 |
|       | L'Astrologie                                                                     | Huile sur toile 117 x 80,5 cm   |                |             | Bordeaux, musée des Beaux-Arts                                                      | Non catalogué                                 |
|       | La Grammaire                                                                     | Huile sur toile 117,5 x 80 cm   |                |             | Troyes, musée des Beaux-Arts                                                        | Non catalogué                                 |
|       | Diane chasseresse                                                                | Huile sur toile 117,5 x 80 cm   |                |             | Collection particulière                                                             | Non catalogué                                 |
|       | La Madeleine                                                                     | Huile sur toile 104,5 x 81 cm   |                |             | Collection particulière                                                             | Non catalogué                                 |
|       | La Madeleine                                                                     | Huile sur toile 62 x 47 cm      |                |             | Saint-Cloud, musée du Grand Siècle                                                  | Non catalogué                                 |
|       | La Déploration sur le Christ mort                                                | Huile sur toile 161 x 218,8 cm  |                |             | Reims, musée des Beaux-Arts                                                         | Non catalogué                                 |
|       | La Nativité de la Vierge                                                         | Huile sur toile                 |                |             | Prosto di Piuro, église                                                             | Non catalogué                                 |
|       | L'Annonciation                                                                   | Huile sur toile                 |                |             | Prosto di Piuro, église                                                             | Non catalogué                                 |
|       | La Présentation de la Vierge au Temple                                           | Huile sur toile                 |                |             | Prosto di Piuro, église                                                             | Non catalogué                                 |
|       | Le Mariage de la Vierge                                                          | Huile sur toile                 |                |             | Prosto di Piuro, église                                                             | Non catalogué                                 |
|       | La Visitation                                                                    | Huile sur toile                 |                |             | Prosto di Piuro, église                                                             | Non catalogué                                 |
|       | La Fuite en Égypte                                                               | Huile sur toile                 |                |             | Prosto di Piuro, église                                                             | Non catalogué                                 |
|       | Saint Louis                                                                      | Huile sur toile 150 x 100 cm    |                |             | Saint-Flour, musée de la Haute-Auvergne                                             | Non catalogué                                 |